# Stephen Dorff

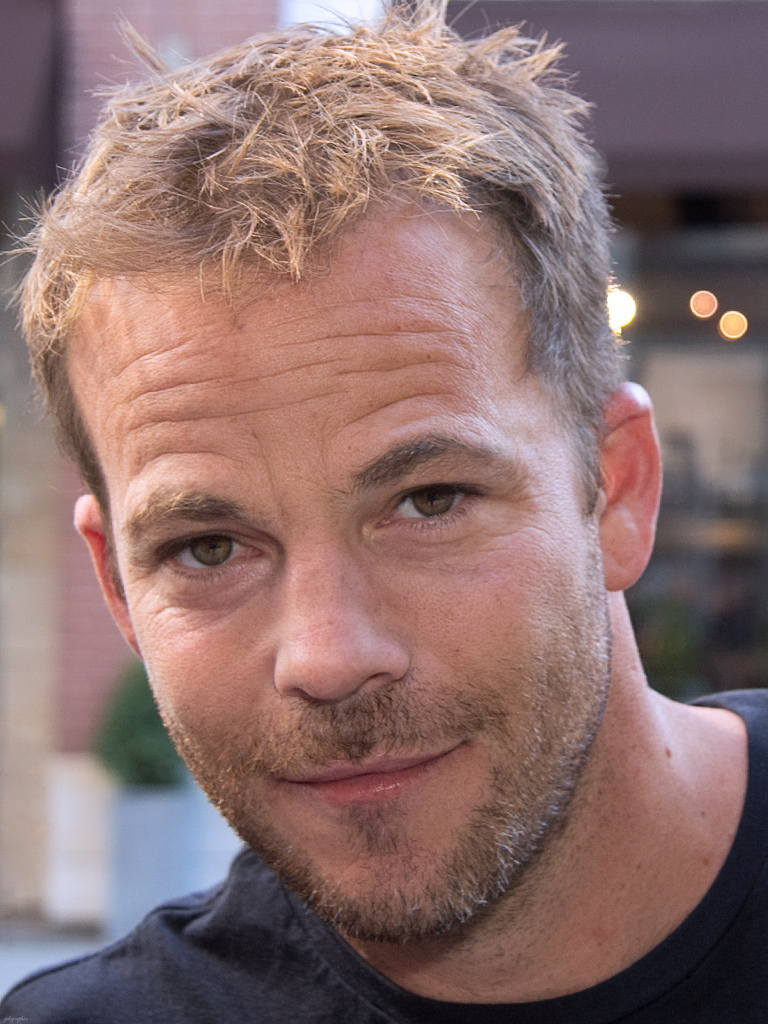
Stephen Dorff v roce 2012

Stephen Dorff (* 29. července 1973 Atlanta, Georgie, USA) je americký filmový a televizní herec, syn hudebního skladatele a producenta Steve Dorffa. 

## Kariéra
Svou kariéru zahájil koncem osmdesátých let, kdy hrál v menších rolích v několika seriálech, např. Ženatý se závazky či Roseanne a reklamách. Filmovou kariéru zahájil v roce 1987 v horroru Vrata do podsvětí. Později hrál například ve filmech Síla muže (1992), Backbeat (1994), Vesmírní trakeři (1996), Krev a víno (1996), Pilní zloději (1997), Blade (1998), Zoolander (2001), Zločin je extrémní sport (2002), Cold Creek Manor (2003), World Trade Center (2006), Zločinec (2008), Veřejní nepřátelé (2009), Odněkud někam (2010), Válka bohů (2011), Iceman (2012) nebo Leatherface (2017). Mimo to hrál také v různých hudebních videoklipech, například k písni „Everytime“ zpěvačky Britney Spears. V roce 1996 hrál roli transvestity Candy Darling v životopisném filmu Střelila jsem Andyho Warhola pojednávajícím o feministické spisovatelce Valerii Solanas. V roce 2019 se objevil v sérii seriálu Temný případ.